# Józef Rivoli

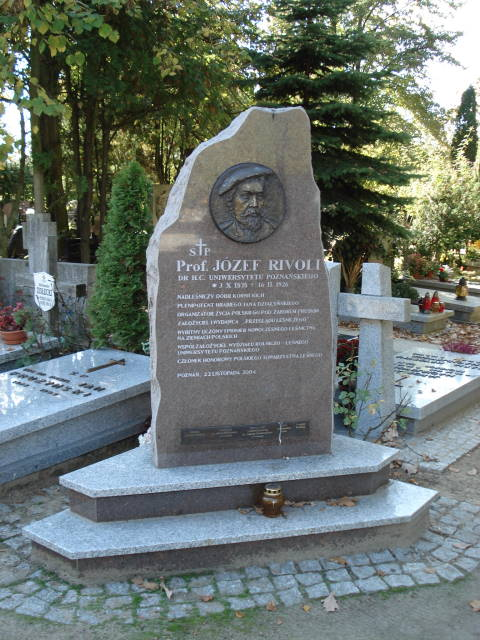
Pomnik prof. Józefa Rivolego na cmentarzu parafii św. Jana Vianneya został odsłonięty 22 listopada 2004

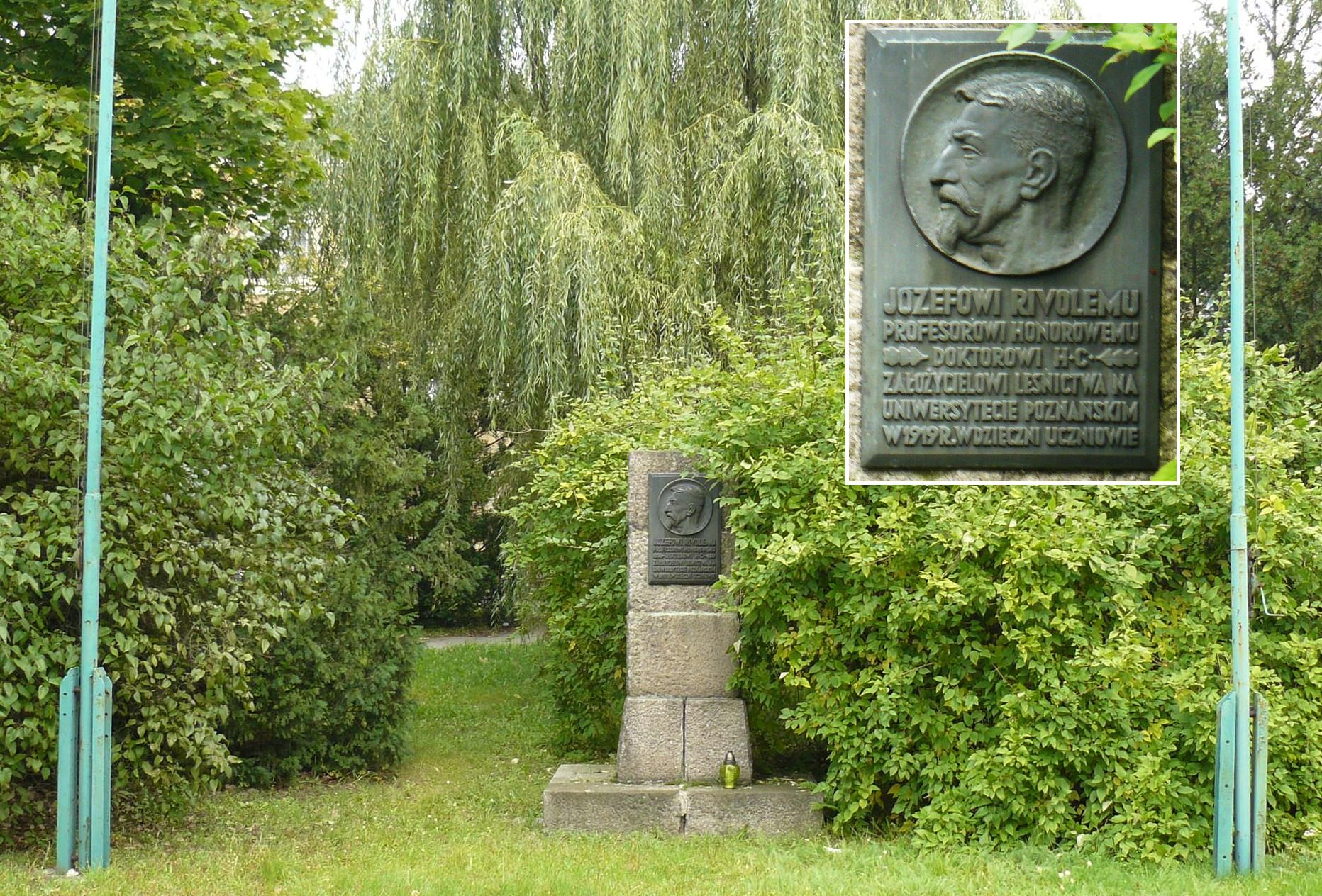
Pomnik Józefa Rivolego w Poznaniu przy Kolegium Cieszkowskich

Józef Rivoli (ur. 3 października 1838 w Nowej Wsi koło Swarzędza, zm. 16 lutego 1926 w Poznaniu) – polski leśnik, naukowiec, prekursor badań mikroklimatycznych, podróżnik.

## Życiorys
Urodził się w rodzinie właściciela ziemskiego i nadleśniczego Józefa i Anieli z Piechockich. W latach 1848–1857 uczęszczał do gimnazjum Marii Magdaleny w Poznaniu. W latach 1860–1862 studiował w Tharandcie koło Drezna w akademii leśnej. Po jej ukończeniu został nadleśniczym w dobrach kórnickich hr. Tytusa Działyńskiego. 
W 1866 roku, razem z Hipolitem Cegielskim i Hipolitem Trąmpczyńskim powołał zrzeszenie leśników polskich, jako Wydział Leśny Centralnego Towarzystwa Gospodarczego w Wielkim Księstwie Poznańskim, którego był przewodniczącym przez prawie pół wieku.
Uczestniczył w wielu wyprawach o charakterze naukowym. Badał m.in. Tatry, tereny północnej Norwegii, Portugalię, Włochy, Algier, a także Hiszpanię – której był znawcą. Za swoje dokonania – od rządu portugalskiego – otrzymał wysoką odznakę krzyża komandorskiego „Da Nostra Senhora da Conceiçao”.
Po zniesieniu sekwestru na dobra kórnickie, Jan Działyński udzielił mu pełnomocnictwa na prowadzenie swojego majątku. Funkcję tę pełnił do 1876 roku. W tym czasie Rivoli rozwinął działalność społeczną i naukowo-dydaktyczną. W latach 1873–1875 był nauczycielem w Wyższej Szkole Rolniczej im. Haliny w Żabikowie, gdzie wykładał encyklopedię leśnictwa i geografię fizyczną ziem polskich. Po przeniesieniu się do Poznania, w latach 1876–1877, wydawał własnym kosztem „Przegląd Leśniczy”. W 1877 roku we Lwowie był jednym z inicjatorów powołania galicyjskiego Towarzystwa Leśnego. Od 1878 roku zajmował się urządzaniem gospodarstw leśnych w Wielkopolsce, Galicji i Królestwie Polskim.
W latach 1887–1918 mieszkał w swoim folwarku w Głuszynie, gdzie zajmował się rolnictwem.
W 1919 roku wziął udział w komitecie organizacyjnym Wszechnicy Piastowskiej w Poznaniu organizując sekcję leśną Wydziału Rolniczo-Leśnego Uniwersytetu Poznańskiego. W tym też roku został powołany na kierownika Katedry Leśnictwa. W roku akademickim 1919/1920 był pierwszym prodziekanem Wydziału Rolniczo-Leśnego Uniwersytetu Poznańskiego. W 1921 roku przewodniczył obradom III Ogólnego Zjazdu Leśników w Poznaniu. 15 grudnia 1922 roku Senat Uniwersytetu Poznańskiego powziął uchwałę o nadaniu prof. Józefowi Rivolemu godności doktora honoris causa – obok Marii Skłodowskiej-Curie i Romana Dmowskiego. W następnym roku otrzymał Krzyż Komandorski Orderu Odrodzenia Polski „w uznaniu zasług, położonych dla Rzeczypospolitej Polskiej na polu pracy naukowej i społecznej w dziedzinie leśnictwa”. Dwa lata później przeszedł na emeryturę.
Zmarł w Poznaniu 16 lutego 1926 roku i został pochowany na cmentarzu świętomarcińskim. Obecnie spoczywa na cmentarzu parafii św. Jana Vianneya (kwatera św. Barbary-30-1).

## Publikacje
- O wpływie lasu na temperaturę dolnych warstw powietrza, rok 1869[2]
- Badania nad wpływem klimatu na wzrost niektórych drzew europejskich, rok 1921[2]
- Ogólny zarys geografii leśnictwa, rok 1925[2]

## Ordery i odznaczenia
- Krzyż Komandorski Orderu Odrodzenia Polski (2 maja 1923)[6][7]

## Upamiętnienie
W 1935 roku, staraniem wychowanków, wybudowano pomnik Józefa Rivolego na terenach zajmowanych przez Wydział Rolniczo-Leśny UP na Sołaczu.
15 grudnia 2022 roku w Sali Białej Bazaru Poznańskiego zainaugurowano „Roku profesora Józefa Rivolego w 100 rocznicę nadania tytułu doktora honoris causa Uniwersytetu Poznańskiego 1923–2023”.
Józef Rivoli jest patronem ulic w Luboniu, a także w Swarzędzu i Zalasewie (jest to ta sama ulica, krótki jej odcinek jest granicą tych dwóch miejscowości).